# アブデュルレシト・イブラヒム

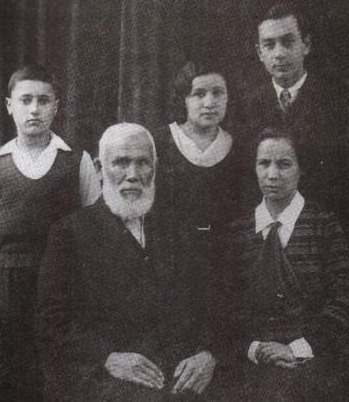
アブデュルレシト・イブラヒム

アブデュルレシト・イブラヒム（タタール語: Габдрәшит Ибраһимов、シベリア・タタール語. Әптрәшит Ипрағимов (Äpträšit Ibrahimov)、トルコ語: Abdürreşid İbrahim Efendi (Abdürreşid İsker)、ロシア語: Абду-Рашид Гумерович Ибрагимов、1857年4月23日、オムスク州 – 1944年8月17日）は、帝政ロシア出身のシベリア・タタール人のウラマー、ジャーナリスト、旅行家。明治末期に日本を訪問したことや、東京モスクの初代イマームを務めたことでも知られる。

## 経歴
アブデュルレシト・イブラヒムは、シベリアのトボリスク県タラ郡にて、シベリア・ブハラ人系のシベリア・タタール人ウラマー（イスラーム法学者)の家に生まれた。カザンのマドラサで学んだ後、ロシア帝国におけるイスラーム教育に絶望して1879年8月にマッカ、マディーナに留学し、その後オスマン帝国の帝都イスタンブルに渡った。
1885年にロシアに帰国し、故郷のタラ郡でマドラサの教師を務めた。1892年には、その学識を買われてオレンブルク・ムスリム宗務局のカーディー職（イスラーム法廷の裁判官）に任命されたが、1894年には、ロシア政府による抑圧的な対ムスリム政策に反発し、宗務局の保守的な風潮を批判してカーディー職を辞任した。その後、オスマン帝国のイスタンブルに移住し、ロシア帝政を批判する論説活動を展開した。
日露戦争や1905年のロシア第一革命によりロシア政府が弱体化したのを機に、イブラヒムはロシアに戻り、ムスリム民族運動のために首都ペテルブルクにてタタール語紙『ウルフェト Ülfet』の刊行を行い、ロシアのムスリム住民の政治参加の必要性を訴えた。また、アリー・メルダン・トプチュバシュやイスマイル・ガスプリンスキーらと共に、ロシア・ムスリム連盟の設立の際にも中心的役割を果たした。しかし、1906年にストルイピン政権が、非ロシア人の政治活動への取り締まりを強めると、イブラヒムも国外への脱出を余儀なくされるようになる。
1907年末に、イブラヒムは中央アジアのブハラ、サマルカンド、セミレチエを旅行し、さらに、1908年から1910年にかけて、シベリア、モンゴル、満州、日本、韓国、中国、シンガポール、インドネシア、インド、ヒジャーズを巡る大旅行を行った。この旅行の内容は、イスタンブールやカザンの雑誌にも掲載された他、イブラヒムの著作『イスラーム世界 Âlem-i İslâm』（1巻：1910年刊行、2巻1913年刊行）にて紹介された。中でも約半年間滞在した日本での見聞は特に詳細に記述されており、日本に対して一貫して肯定的な評価を与えた。これはその後のイスラーム世界での日本観に大きな影響を与えたといわれる。
イブラヒムは、この旅行の後、終着地のイスタンブールに活動の拠点を移した。第二次立憲制期のオスマン帝国で、イブラヒムは『スラト・ミュスタキム Sırat-ı Müstakim』などの雑誌に汎イスラーム主義的な論説を投稿し、同誌主筆のメフメト・アーキフや、サイード・ヌールスィーらと親交を持った。1912年にはオスマン国籍を取得し、イタリア・トルコ戦争やバルカン戦争にも従軍。第一次世界大戦中には、ヨーロッパにて反ロシア宣伝活動に従事し、ベルリンでは、ドイツ軍の捕虜となったロシア兵の中からムスリムを募集して「アジア大隊」を編成する任務に当たった。イブラヒムが組織したアジア大隊は、オスマン帝国に派遣され、メソポタミア戦線にてイギリス軍と戦った。
1917年のロシア革命によりロシアで帝政が打倒されると、イブラヒムはロシアへ帰国した。当初イブラヒムは、ソビエト政権との連携を図ったが、後にこれをあきらめ、トルコのコンヤに移った。共和政下のトルコでは冷遇されたが、1933年に日本から招聘を受けて、再び日本を訪れた。日本では、東京ジャーミイの初代イマームを務めるなど、イスラームの普及に尽力した。1944年8月17日に東京にて死去。その死は日本のラジオでも放送された。イブラヒムの墓は、現在でも多磨霊園の外国人墓地にある。

## 日本での活動
アブデュルレシト・イブラヒムは、その生涯で2度来日し、日本におけるイスラームの普及に大きな役割を果たした。1度目の来日は、1908年に始まる大旅行の途中で日本に立ち寄った際である。イブラヒムは、1909年2月から6月まで日本に滞在し、伊藤博文、大隈重信、松浦厚ら要人と会見しただけでなく、学校や文化団体などで講演を行い、イスラームの紹介、ムスリムと日本人の関係強化を訴えた。各地で行った講演の内容は、『報知新聞』などの媒体で報じられた。
日本のアジア進出を目指すアジア主義者の活動家らは、ロシアからの政治亡命者であるイブラヒムに関心をもち、イブラヒムもまた、自身の目的である汎イスラーム主義の宣伝や、反ロシア帝政運動に利用するために、日本の右翼、陸軍関係者に接近しようとした。イブラヒムは、日本滞在中に、頭山満、内田良平ら、アジア主義団体黒龍会関係者と接触。1909年に東亜同文会会員で初めてイスラムに改宗した日本人と呼ばれる大原武慶陸軍中佐を会長に、アジア主義団体亜細亜義会が設立された際には、犬養毅、頭山満、河野広中、中野常太郎らと共に設立発起人に名を連ねた。
また、イブラヒムは、モハンマド・バラカトゥッラー・ボパーリー（en:Abdul Hafiz Mohamed Barakatullah）ら在日インド系ムスリムと共に、東京にモスクの建設を計画した。亜細亜義会の中野らから建設用地の提供申し入れを受けるなど支援を受けたが、結局モスクの建設計画は立ち消えとなった（その後モスクは1938年に別の場所に建設された）。
一方、陸軍幹部の福島安正は、イスラーム世界の情報収集のため、部下で陸軍でロシア語通訳官を務めていた山岡光太郎をメッカに派遣することを決定し、イブラヒムにも協力を求めた。山岡はイスラームに改宗し、離日したイブラヒムを追ってメッカに向かった。イブラヒムは、ボンベイで山岡と合流し、共にメッカへの巡礼を行った。山岡は日本人で最初のメッカ巡礼者となった。
イブラヒムは、1933年に再訪日し、イスラームの普及活動に尽力した。1938年に、日本政府の援助で東京代々木に東京回教学院（東京ジャーミイの前身）が設立されると、イブラヒムは学院併設モスクの最初のイマームとなった。イブラヒムは、東京で発行されていたタタール語の雑誌『新日本通報 Yaña Yapon Möxbire』に、イスラーム世界と日本との連携を謳う論説を投稿するなど、晩年も盛んに文筆活動を行った。同じくタタール人亡命者であるムーサー・ビギエフ（en:Musa Bigiev）とともに井筒俊彦の個人教授を行ったことでも知られる。

### イブラヒムの日本人評
イブラヒム著『ジャポンヤ：イスラム系ロシア人の見た明治日本』（小松香織、小松久男訳）によると、日本到着後敦賀から汽車で移動中ばらばらに預けた荷物が一つも紛失せずに手元に戻ったことに驚き、日本国民の信頼性を高く評価、案内をしてくれた労働者階級の青年の面倒見のよさ、車中の人々の紳士的な態度にも感激し、非常によい第一印象を持った。横浜では人々のせっかちさに驚き、小銭の釣銭をわざわざ追いかけて渡してくれた店員や両替をしてくれた本屋などのエピソードを挙げてその誠実さを評価し、日本人の勤勉・誠実・清潔な国民性といった特質はイスラムの教えと合致していると述べている。

## 再評価
イブラヒムの名前は、1917年のロシア革命によるソヴィエト政権の成立、オスマン帝国の滅亡とトルコ共和国の成立、大日本帝国の滅亡といった時代の変化により長く忘れられていたが、ソ連末期のペレストロイカ時代に再評価の動きがあり、大旅行記の現代トルコ語版が1987年に刊行されたのはじめ、ソ連の解体によりタタール人など旧ソ連領内のトルコ系諸民族への関心が高まるとともに、日土関係や日本近代史への関心も高まり、イブラヒムに関する研究が急速に進展した。